# نیژنیه نووکوستیوو
نیژنیه نووکوستیوو (به لاتین: Nizhneye Novokosteyevo) یک منطقهٔ مسکونی در روسیه است که در باشقیرستان واقع شده‌است.